# Hathin
Hathin là một thành phố và là nơi đặt ủy ban đô thị (municipal committee) của quận Faridabad thuộc bang Haryana, Ấn Độ.

## Nhân khẩu
Theo điều tra dân số năm 2001 của Ấn Độ, Hathin có dân số 10.913 người. Phái nam chiếm 54% tổng số dân và phái nữ chiếm 46%. Hathin có tỷ lệ 59% biết đọc biết viết, thấp hơn tỷ lệ trung bình toàn quốc là 59,5%: tỷ lệ cho phái nam là 69%, và tỷ lệ cho phái nữ là 47%. Tại Hathin, 19% dân số nhỏ hơn 6 tuổi.